# مديرية بيلايت
مديرية بيلايت (بالإنجليزية: Belait District)‏ هي مديرية في بروناي، تتبع بروناي، بلغ عدد سكانها 60٬744 نسمة، في 2011، عاصمتها Kuala Belait ‏، تبلغ مساحتها 2٬724 كيلومتر مربع.

## التقسيمات الإدارية
- Mukim Bukit Sawat [الإنجليزية]‏
- Mukim Kuala Balai [الإنجليزية]‏
- Mukim Kuala Belait [الإنجليزية]‏
- Mukim Labi [الإنجليزية]‏
- Mukim Liang [الإنجليزية]‏
- Mukim Melilas [الإنجليزية]‏
- Mukim Seria [الإنجليزية]‏
- Mukim Sukang [الإنجليزية]‏.